# Elio Marciano
Elio Marciano (in latino Aelius Marcianus; fl. II secolo circa) è stato un giurista romano dell'età dei Severi (tra il II e il III secolo) e la sua opera più importante sono i 16 libri di "Institutiones".
È l'unico a riportare tra le fonti di produzione normativa imperiale i "mandata": a non seguire il suo esempio sono altri due giuristi, Gaio ed Ulpiano (entrambi autori di manuali di istituzioni, rispettivamente appartenenti all'età degli Antonini e dei Severi) ancora troppo legati alle fonti di produzione normativa di matrice repubblicana (atti normativi, quindi, provenienti dai magistrati ordinari e non più dall'imperatore).
Insieme a Modestino, Marciano fu particolarmente attento alle esigenze dei nuovi cittadini dell'Impero romano: la sua attività si colloca, infatti, dopo l'editto di Caracalla del 212. Sue opere meno importanti sono i 5 libri di "Regulae", due "De appellationibus", due "De publicis iudiciis", un libro "Ad senatusconsultum Turpillianum" ed un altro "De delatoribus".